# Coen van Hoewijk
Coenraad (Coen) van Hoewijk ('s-Hertogenbosch, 1 december 1922 –  Leiderdorp, 6 februari 2007) was een Nederlands journalist en de eerste nieuwslezer in de geschiedenis van de Nederlandse televisie.
Hij begon zijn journalistieke carrière bij het Amsterdamse kantoor van het persbureau United Press. In 1955 stapte hij over naar de nieuwe NTS, de latere NOS. Hij werd de eerste redacteur van het NTS Journaal. In de eerste uitzending was hij als verslaggever te zien; een presentator had het Journaal toen nog niet. Op 3 oktober 1957 werd Van Hoewijk de eerste nieuwslezer.
Tot 1962 bleef hij werkzaam hij het NTS Journaal, maar al snel beviel dit hem minder, door de bemoeizucht van de andere omroepen, die aanvankelijk eigenlijk weinig zagen in een gezamenlijk programma. Daarna verliet Van Hoewijk Hilversum en werd persvoorlichter van het Ministerie van Sociale Zaken en Volksgezondheid.
Van Hoewijk koos bewust voor de anonimiteit; in jubileumuitzendingen van het Journaal trad hij zelden of nooit op. Hij overleed op 84-jarige leeftijd. De crematie vond in besloten kring plaats.